# Filip Merca
Filip Merca (n. 28 noiembrie 1948, Tulcea) este un compozitor de muzică rock și basist (chitară bas) român de origine macedoneană. A fost cunoscut de colegii muzicieni prin apelativul „Grecul” (părinții săi provin din împrejurimile Salonicului). Este vărul chitaristului și compozitorului Iuliu Merca, fondator al formației pop-rock Semnal M.

## Activitate
A urmat Universitatea Politehnică din București. În 1966, a înființat formația de muzică rock Mondial (este și autorul titulaturii ei). În ciuda schimbărilor frecvente de personal, Merca a rămas singurul membru fidel grupului de-a lungul întregii sale istorii. A fost conducătorul formației, împărțind această atribuție cu claviaturistul Mircea Drăgan în anii 1968–1971.
Cea mai cunoscută compoziție a lui Merca este „Vîntul. Nopți de veghe. Vara” (cunoscută și ca „Tripticul”), înregistrată pe unicul album de studio al formației, Mondial (1971), cu voci de Vlad Gabrielescu și Mișu Cernea. În 1973, la părăsirea formației de către chitaristul Sorin Tudoran și apoi de către bateristul Mișu Cernea, Filip Merca îl invită pe vărul lui clujean, Iuliu, să devină chitaristul și cântărețul formației; împreună cu Iuliu Merca sosește în formație pentru scurt timp bateristul Fane Nagy. La începutul lui 1977, Mondial înregistrează o nouă compoziție semnată de Filip Merca, „Regina străzilor”.
În 1979, formația este nevoită să se desființeze. Filip Merca va emigra în Statele Unite ale Americii, unde nu va mai activa în calitate de muzician. De la reunirea formației din 1998, Merca nu a mai colaborat cu foștii colegi, postul de basist fiind preluat de chitaristul Dragoș Vasiliu (prezent în Mondial la chitară ritmică, în anii 1966–1970). În schimb, este preocupat de folclorul muzical macedonean, din care a cules numeroase piese pe care și-ar dori să le interpreteze alături de muzicieni tineri.